# Tu mi turbi
Tu mi turbi è un film del 1983 diretto da Roberto Benigni.
È un film in quattro episodi, nei quali si parla di Dio: in tre di questi in maniera palese, mentre nell'episodio "In banca" più mascherata dato che il riferimento a Dio è nel cognome del direttore della banca (dott. Diotaiuti).
Il film viene apprezzato da pubblico e critica, ed è anche candidato al premio David di Donatello come migliore regista esordiente.  Il film si sarebbe dovuto inizialmente chiamare Io non volevo.

## Trama
Il film è suddiviso in quattro episodi.

### Episodio #01: "Durante Cristo..."
- con: Roberto Benigni, Carlo Monni, Nicoletta Braschi e Alessio Marconi

Il pastore Benigno deve fare da baby-sitter al piccolo Gesù, che non la smette di fare miracoli "casalinghi" (come per esempio camminare sull'acqua della tinozza dove dovrebbe farsi il bagno). Il pastore gli insegnerà molte cose che gli saranno utili in futuro, poi, in un monologo che va dal demenziale al poetico confida al Bambino di essere ancora innamorato di Maria, anche se ormai da tempo si è sposata con Giuseppe.

### Episodio #02: "Angelo"
- con: Roberto Benigni, Olimpia Carlisi, Serena Grandi e Mariangela D'Abbraccio

Il giovane Benigno, vestito con uno smoking, vaga disperato per la città: non trova più il suo angelo, che ha sposato e di cui è follemente innamorato. Temendo che possa essere scappato o rapito, chiede informazioni agli altri angeli che incontra per le vie del paese finché non lo incontra in un alberghetto. L'angelo gli comunica, con suo profondo dispiacere, che si è innamorato di Dio e che ha deciso di abbandonarlo perché Benigno è "troppo banale e scontato, mai una sorpresa, mai un cambiamento".
Alla fine, proprio quando la vicenda sta per avere un finale tragico (l'uomo stava meditando il suicidio), Benigno si sveglia: per sua fortuna stava solo sognando. Ma anche nella realtà effettivamente Benigno è sposato con Angela (appunto, un angelo con tanto di ali piumate) che assolutamente non è intenzionata a lasciarlo anche se è scocciata dal fatto che deve vivere segregata in casa per non farsi scoprire e l'unico modo per vedere persone è di organizzare 'Feste in maschera'.

### Episodio #03: "In banca"
con: Roberto Benigni e Giacomo Piperno
Il disoccupato Benigno è alla disperata ricerca di una casa. Ne visita diverse ma non avendo i soldi necessari (cento milioni di lire) riceve il consiglio di farseli dare in banca. In banca gli chiedono garanzie e se ha soldi "investiti", ma lui capisce "in vestiti" e quindi non crede che dei suoi vestiti si possa ricavare molto. Durante il dialogo con il direttore si altera e paragona la banca a un ortolano che prima di darti una melanzana si vuole sincerare che tu abbia molte altre melanzane. Non riuscendo a comprendere il senso dei complessi meccanismi bancari arriva a litigare furiosamente con il direttore e viene portato via a braccia da due gendarmi, ma alla fine ottiene i suoi 40 metri quadri: una bella cella.

### Episodio #04: "I due militi"
con: Roberto Benigni e Claudio Bigagli
Il soldato Benigno ed un suo collega, disposti davanti al Vittoriano a guardia del monumento al milite ignoto, iniziano il loro turno di guardia con degli scherzi e finiscono per dimostrare l'esistenza di Dio.

## Episodio inedito
Dal film rimane escluso un episodio, a oggi inedito, previsto in sceneggiatura e girato a suo tempo per la Gaumont. In esso Benigni, ritrovatosi in possesso di dieci milioni, si reca da una chiromante per sapere come fare a trasformarli in miliardi. E qui riceve un'amara sorpresa: nella sfera del suo destino c'è scritto che morirà il giorno stesso, a mezzanotte, insieme alla persona che gli si troverà vicina in quel momento. Disperato, si aggira per strada e lascia cadere un milione nel piattino di un cieco, che non se ne accorge. Così cerca di salvarsi l'anima con qualche buona azione. Quando mancano pochi minuti alla mezzanotte incontra la ragazza di cui è innamorato, la quale, dopo averlo a lungo rifiutato, lo sta ora invitando, pentita, a dormire con lei. Memore della predizione della chiromante egli la scaccia bruscamente. E così scocca la mezzanotte. Dopo il dodicesimo rintocco Benigni, sbalordito, si rende conto di essere ancora vivo. Non gli rimane altro che correre dalla ragazza e ritrovare il cieco con il suo milione.